# Üru
Üru (Duits: Uerro) is een plaats in de Estlandse gemeente Saaremaa, provincie Saaremaa. De plaats heeft de status van dorp (Estisch: küla) en telt 19 inwoners (2021).
Tot in oktober 2017 behoorde Üru tot de gemeente Kihelkonna. In die maand ging Kihelkonna op in de fusiegemeente Saaremaa.
Üru ligt ten zuidwesten van het meer Karujärv.

## Geschiedenis
De plaats werd in 1572 voor het eerst genoemd onder de naam Irro, een dorp op het landgoed van Pidula.
Tussen 1977 en 1997 maakten de buurdorpen Kuumi en Varkja deel uit van Üru.